# Wickrange
Wickrange (lb. Wickreng, niem. Wickringen) – wieś (Uertschaft) w południowym Luksemburgu, w kantonie Esch-sur-Alzette, w gminie Reckange-sur-Mess. Do 3 października 2015 miejscowość leżała w dystrykcie Luksemburg. Liczy 107 mieszkańców (1 stycznia 2023).